# Renzo Falaschi
Renzo di Ferruccio Falaschi (* 1916 in Siena; † Oktober 2004 in Kaninë – Vlora) war ein italienischer Diplomat.
1938 heiratete er Nermin Vlora Falaschi (* 18. April 1921 in Tirana; † 28. November 2004), eine Schriftstellerin und Enkelin von Ismail Qemali.

## Studium
1941 Diplom Rechtswissenschaft Universität Siena.

## Werdegang
Er übte den Beruf des Rechtsanwaltes aus. 1952 trat er in den auswärtigen Dienst ein, 1953 war er Vizekonsul in Algier in Französisch-Nordafrika, 1954 war er Vivekonsul im Oran. 1956 wurde er bei der Organisation für wirtschaftliche Zusammenarbeit und Entwicklung beschäftigt. Von 1958 bis 1962 wurde er in Teheran beschäftigt. Von 1969 bis 1972 koordinierte er wissenschaftliche Forschung und von 1972 bis 1973 Außenhandel. Von 27. April 1973 bis 10. März 1977 war er Botschafter in Kampala und war zeitgleich in Kigali (Ruanda) akkreditiert. Von 10. März 1977 bis 1980 war er Botschafter in Bogota.
| Vorgänger             | Amt                                                                   | Nachfolger |
| --------------------- | --------------------------------------------------------------------- | --- |
| Renzo Luigi Romanelli | Italienischer Botschafter in Kampala 27. April 1973 bis 10. März 1977 | Eugenio Rubino |
| Giovanni Rocchi       | Italienischer Botschafter in Bogota 10. März 1977 bis 1980            | 16. Juli 1981: Federico Barberio, 8. November 1984: Egone Ratzenberger, 2005: Antonio Tarelli, 29. August 2012: Gianni Bardini |